# Ecdeiocoleaceae
Ecdeiocoleaceae — родина квіткових рослин з двох родів і трьох видів. Ботанічна назва рідко визнавалася систематиками. Система APG II 2003 року (без змін у порівнянні з системою APG 1998 року) справді визнає таку родину та відносить її до порядку Poales у кладі комелінід, у однодольних. Обидва роди ендемічні для Південно-Західної Австралії.